# 長谷川勝治
長谷川 勝治（はせがわ かつじ、1946年5月3日 - ）は、千葉県出身のプロゴルファー。
　

## 来歴
1967年、20歳の時にプロ入り。
1977年の三菱ギャランでは初日に7バーディー、1ボギーと快調のプレーを見せ、6アンダー66で首位に立った。
小柄で非力なタイプでスイングを工夫し、フォローで右肩を押し出すようにした独特の型を作り上げたほか、師と仰いだ宮本留吉から弾道の低いパンチショットを学ぶ。
1978年のジーン・サラゼン ジュンクラシックでは2日目には67をマークして内田繁・河野高明・草壁政治と並んでの2位タイに浮上し、3日目も内田・草壁と共に首位に飛び出した海老原清治と2打差2位タイに着ける。最終日には大混戦になった優勝争いで内田袈裟彦・菊地勝司と三つ巴のサドンデス・プレーオフにもつれ込み、プレーオフはまず2ホール目で長谷川がボギーを叩いて脱落し、菊地と並んでの2位タイに終わる。
1979年の千葉県オープンでは2日間60台の135で首位を守り、日吉定雄・草壁政治・小林富士夫・窪田茂・竹安孝博を抑えて優勝 。
1980年の静岡オープンでは、強風が名物のコースで特技を生かし、3日目には前日15位から一気に首位に躍り出て、プロ14年目での初優勝を飾る。
1981年の日本プロマッチプレーでは過去2度とも1回戦で負けていたため、初日で負けると決めてかかり、着替えの手持ちは無かった。初日終了後、一度、千葉の自宅に帰って出直し、勝ち進んで進出した決勝では青木功と対戦。冷たい雨が降り、5月とは思えないほどの寒さの中で行われた決勝は、前半で青木に最大3アップのリードを奪われるが、長谷川は驚異の粘りを見せる。じりじりと盛り返し、後半の6番からは怒涛の3ホール連続奪取するなど、逆に2アップとリードしたが、続く9番で長谷川の1ｍ強のパーパットがカップに蹴られた。10番で青木がバーディーと瞬く間に振り出しに戻ったが、11番で長谷川がバーディーを奪い、再びリードすると、15番で青木が追いついた。一進一退、勝負はどちらに転ぶか予測できない状況であったが、17番で青木がパーを逃した後、長谷川が1.5ｍのパーパットに臨んだ。決めれば残り1ホールで1アップと、俄然、有利な立場となるが、長谷川のパットはカップに届かなかった。18番は共にパーに終わり、決勝では大会初の延長に入った。延長1ホール目は共にパーであったが、2ホール目の15番で長谷川がボギーを叩き、8時間にも及んだ計38ホールの戦いはついに決着がついた。
青木と五分に渡り合ったのが大きな自信になり、よみうりオープンではマッチプレーで青木と雨中で8時間もの熱戦を展開した疲れは残っていたものの、2日目には68をマークして初日18位から4位と急上昇。14番で第2打をバンカーに入れてボギーとした以外はミスもなく、ショット・パット共にほぼ完璧であった。3日目も3アンダーとスコアを伸ばして鷹巣南雄と共に謝永郁（中華民国）と首位タイで並び、最終日には謝永・鷹巣に次ぐ3位に入った。
静岡オープン優勝でシード入りを果たすが、僅か2年後の1982年にはシード落ち。1983年にすぐ再シードを果たし、以来ツアーで優勝は無いものの9年間守り通した。
1984年の太平洋クラブマスターズでは2日目の17番でホールインワンを記録し賞金242万円を獲得、67の好スコアをマークし、草壁・杉原輝雄と並んでの10位タイに着けた。
1988年のインペリアルトーナメントでは川俣茂・尾崎直道をプレーオフで下して優勝し、1992年にはツアーランク84位まで落ちてシードを再び失ったが、ツアー出場予選会35位に入り、1993年ツアーは30試合に出場。6月には3日間に短縮されたよみうりサッポロビールオープンで、初日に65でトップに立ち、2日目も70と激しい僅差の競り合いの最終日も68と3日間アンダーパーを並べ、賞金王になった飯合肇に並ばれたが、プレーオフで振り切ってツアー2勝目を挙げる。13年82日ぶりの勝利となり、現在も国内男子ツアーのブランク優勝の記録で歴代1位の記録となっている。年齢、体力からいってパワーこそ感じさせないが、ショートゲームの巧さは全く衰えを見せなかった。
1994年まで9年連続シード入りし、1996年からシニア入りすると、安定したゴルフでランキング上位をキープし、同年から10年連続シード選手として活躍 。
シニア2年目の1997年の日本メディアシステムカップでシニア初優勝を果たし、2000年の日本プロを最後にレギュラーツアーから引退。
2002年はアデランス2位、日本プロシニア4位、ファンケル7位タイなど出場10試合中6試合でトップ10に入り、賞金ランキングでも2年連続10傑（7位）に入った。
2003年もアデランス5位、ファンケル9位タイなど9試合出場し賞金ランク12位とし、2004年はシニアツアー6試合に出場して日本シニアオープンで予選落ちしたものの安定した成績を残し賞金ランク30位、2005年はシニアツアー全8試合に出場してPPTリボーネストで予選落ちしたもののファンケルクラシックで4位タイに入るなどして賞金ランク28位であった。
2014年の関東プロゴールドシニアでは初日66ストロークとエージシュートを達成し、トータル6アンダーで優勝。2015年の同大会では首位スタートの矢部昭を追う展開となった最終日、1番ホールをバーディとし追いつくが、その後の3番をバーディとしトップに立つも、次の4番をボギーとし一進一退を繰り返した。一方の矢部は、5番まで全てパーで凌いできたものの、6番、7番で連続ボギーを叩き、8番をバーディとしたものの1打差ビハインドで後半に入った。後半、矢部は1バーディ1ボギーとしトータルイーブンパーフィニッシュ。一方の長谷川は10番以降をパーで凌ぎながら、17番のバーディにより2打差とし優勝を決定づけ、長谷川は昨年の大会に続き連覇を果たした。
2018年の「ISPSハンダカップ・フィランスロピーシニア」スーパーシニアの部では、初日に5バーディー、2ボギーの3アンダー69をマークとエージシュートを達成して首位に立った。それまでパッティング時に手が動かなくなるイップスにかかっていたが、大会前日に成田市内のゴルフショップで一目惚れした短尺パターを4000円で購入。普段は長尺パターを使うが、この日は思い切ってUTを抜いて短尺と長尺パター2本をキャディーバッグに入れた。3番（パー4）でピン奥1mのしびれるパットであったが、長谷川は「短いパットを外しても命までは取られない」と開き直った。結果、難なく短尺パターでカップに沈め、5番30cm、7、16番とも1mも決めた。結局、長尺を一度も使うことなく18ホールを回り切った。

## 主な優勝

### レギュラー
- 1979年 - 千葉県オープン
- 1980年 - 静岡オープン
- 1985年 - 千葉オープン
- 1988年 - インペリアルゴルフトーナメント
- 1989年 - 茨城オープン
- 1993年 - よみうりサッポロビールオープン

### シニア
- 1997年 - 日本メディアシステムカップ
- 2014年 - 関東プロゴールドシニア
- 2015年 - 関東プロゴールドシニア